# Fjærlandstunnel
Der Fjærlandstunnel ist ein einröhriger Straßentunnel zwischen Lunde in der Kommune Sunnfjord und Bøyadalen in der Kommune Sogndal in der norwegischen Provinz Vestland. Der Tunnel im Verlauf des Riksvei 5 ist 6397 Meter lang und der einzige Tunnel der Welt, der unter einem Gletscher (Bøyabreen) entlang führt.
Der Tunnel schuf eine Landverbindung zwischen Skei und Fjærland und wurde durch den damaligen Vizepräsidenten der USA Walter Mondale eröffnet, dessen Vorfahren aus Mundal stammen.
Am 17. April 2017 fing ein als Kehrmaschine genutzter LKW im Tunnel Feuer. Bei dem Brand wurden 13 Menschen verletzt.